# 王权广场议政殿
王权广场议政殿（英語：Grimaldi Forum）又称格里马尔迪议政殿，是一座位于摩纳哥公国的多功能建筑群，于2000年落成，以摩纳哥统治者格里马尔迪王朝命名，具有会议中心和文化中心的双重用途，是著名的国际活动场所，平均每年举办120场次活动，吸引250,000名游客，是摩纳哥经济的重要推动者与发挥国际影响力的重要工具。

## 历史
2000年7月20日，摩纳哥兰尼埃三世亲王和阿尔贝二世亲王主持王权广场议政殿落成典礼。
这座占地75,000 m²的建筑群完全在地中海岸边填海而成，每天可容纳4,000名游客。
其混凝土、玻璃和钢制建筑结构由摩纳哥的三位建筑师设计。
它采用模块化设计，可同时举办多项国际规模的活动，如研讨会、代表大会、贸易展览会、沙龙、晚宴、表演、歌剧、芭蕾舞、音乐会、节日、展览、商务旅游。其结构具体包括：
- 2个模块化大厅
- 3个礼堂
- 22间会议室
- 3个用餐区